# Pont de Bidwell Bar (1855)
Ne doit pas être confondu avec Pont de Bidwell Bar (1967).
Le pont de Bidwell Bar est un pont suspendu situé à Oroville, en Californie, aux États-Unis, ouvert en 1855. Déplacé après la création du lac d'Oroville, il a été remplacé par le nouveau pont de Bidwell Bar.

## Historique
L'ancien pont de Bidwell Bar est le premier pont suspendu en acier de Californie. Sa construction a coûté 35 000 $. Il mesure 73 m et a été achevé en décembre 1855. Les matériaux nécessaires à sa construction proviennent de Troy, dans l'État de New York, et ont transité via le Cap Horn. La majeure partie des fonds a été versée par le juge Joseph Lewis, un Virginien qui a déménagé à Bidwell's Bar (en) en 1849. À l'origine, l'ouvrage franchissait la Middle Fork de la Feather (en). Il est l'unique pont suspendu restant parmi ceux construits dans la région dans les années 1850. Il est resté ouvert à la circulation des véhicules jusqu'en 1954, lorsqu'un nouveau pont a été construit.
La construction du barrage d'Oroville a entraîné la mise en eau du canyon où la Feather coulait et l'immersion de la ville de Bidwell Bar. En 1964, les conservateurs du patrimoine ont organisé le déplacement du pont sur le côté sud du lac, à 2,5 km en aval de son emplacement initial, où il est encore ouvert à la circulation pédestre. Son site d'origine est maintenant recouvert par le lac. 
Le pont est inscrit comme California Historical Landmark (monument historique de la Californie) et a également été inscrit en 1967 sur la liste des Historic Civil Engineering Landmarks par l'American Society of Civil Engineers. Le Mother Orange Tree (en), le premier oranger planté en Californie du Nord (acheté par le Juge Lewis), est situé près plaque commémorative signalant le pont comme monument historique de l'État.